# Cooperativa del Camp de l'Albi
La Cooperativa del Camp de l'Albi és una obra de l'Albi (Garrigues) protegida com a bé cultural d'interès local.

## Descripció
El projecte inicial fou realitzat per Cèsar Martinell i Brunet el 1920. És un edifici modernista que, com els altres existents a la comarca i fets pel mateix Martinell, conjuga l'ús de la pedra, l'arrebossat i la ceràmica cuita a la construcció i decoració de l'obra. Es caracteritza pel gran finestral de la façana principal, lleugerament apuntat i dividit interiorment amb petits pilars de maó.
La nau està coberta amb un sostre a dues aigües de teula àrab. Posteriorment foren afegides noves construccions annexes no incloses al primer projecte. Aquesta cooperativa proveeix d'adobs i oli i comercialitza vi, fruita seca i cereals.

## Història
La cooperativa agrícola es constitueix el 2 d'abril de 1919. En aquest edifici modernista la Mancomunitat de Catalunya hi instal·là la seva estació olivarera dins d'un local de 225 m2 a més dels cups de la secció de viticultura. Aviat es va comptar amb maquinària moderna per a les seves elaboracions. La planta inferior de l'edifici fou destinada a premesses hidràuliques i els aparells corresponents, mogut per mitjà d'energia elèctrica. Tenia vuits cups d'oli i les piques de la cooperativa.
El 1962 s'amplia amb el magatzem d'adobs i fertilitzants i sis tines per al vi. Més tard, el 1971, es construeix un nou molí d'oli i tres tines més per al vi.